# باشگاه فوتبال آکسفورد سیتی
باشگاه فوتبال آکسفورد سیتی (به انگلیسی: Oxford City Football Club) یک باشگاه فوتبال در شهر آکسفورد، کشور انگلستان است که در سال ۱۸۸۲ میلادی تأسیس شده‌است.